# Eros Necropsique
Eros Necropsique est un groupe de rock gothique français, originaire de Reims, dans la Marne.

## Biographie
Le groupe est formé en 1993 à Reims autour d'Olivier Déhenne, alors étudiant en philosophie. Ils débutent à deux (Olivier et Gilles) et refusent tout d'abord les propositions de concerts. La musique du groupe est sombre et minimaliste, les paroles sont marquées par la poésie, Baudelaire, Lautréamont... Leurs prestations scéniques sont rares. 
Leur premier album, Charnelle transcendance, est sorti en 1997. Ils font alors polémique en attaquant le quotidien Présent en justice. 
Leur troisième album, Crises de lucidité, mettra cinq ans à sortir malgré le soutien de fans. Il est publié en 2003 au label Adipocere Records, et reçoit un avis favorable de l'ensemble de la presse spécialisée,. Crises de lucidité est enregistré au Mélody Studio de Dreux du 3 au 17 novembre 1997, sauf pour La Fable du lisier, Ce que charrie le flot de vie, Alcool et Reflet d'univers qui sont enregistrés du 13 au 18 juillet 1998.
L'album Plénitude éphémère attendu depuis 2006 sort le 15 décembre 2023 bien que le site officiel indique une sortie en 2022.
Le site officiel indique que Olivier travaille sur un 5ème album intitulé Dépression sans indiquer de date de sortie.